# 境内都市
境内都市（けいだいとし）は、日本史上の歴史的概念で、中世（12～16世紀頃）における都市の特徴のひとつを示す。寺院・神社という宗教的施設を中心として成立した都市群を意味する。
「境内都市」は、日本史学者の伊藤正敏が指摘して成立しその後支持者が増えている概念だが、伊藤正敏本人は自著で「正直言って（この概念を指摘したのが）なぜ筆者が初めてだったのか理解できない」と述べている。また伊藤は「どうも語感が悪い」として今後別のネーミングに変更する可能性を留保している。

## 概要
この概念が提示される前、寺社を起源とする集落は「門前町（参詣者などを対象とする商業的活動を行う都市）」と思われており、主たる機能は宗教的なものであり経済的機能はそれに従属するものと考えられていた。宗教は経済とは隔絶したものであるという現代におけるイメージもあり、門前町は大きな経済的機能を持つものであるとは考えられていなかった。
「境内都市」という概念は、そういう一般的な印象を見直し、寺社を起源とする大集落を政治的・文化的・産業的・軍事的な複合的機能を持つ都市として認識しなおそうという意図をもって提案されたものである。
「境内都市」は、もちろん個別に規模は異なるものの、大きなものは10万人以上の人口を持っていたものと考えられている。中世の日本にとって数万人という人口はまさに「大都市」と呼ぶべきものであり、「門前町」という言葉の語感による「小規模な集落」というイメージとは全く異なる。

## 境内都市の機能

### 政治的機能
境内都市は、大寺院・大神社などの宗教的組織を基盤に置いて成立した都市であり、大きな寺社は日本の中世において朝廷・武家（幕府）とならぶ「寺社勢力」という大きな政治的勢力となっていたことから、境内都市はそれらの寺社の政治権力の中心たる政治的都市という機能を有していた。

### 文化的機能
境内都市は、大寺院・大神社などの宗教的組織を基盤に置いて成立した都市であり、大きな寺社は日本の中世において「学究の場」として大きな地位を占めていた。そのため境内都市は、文化的な機能を持つ都市という機能を有していた。この「学究の場」「文化的機能」は、単に宗教的な意味あいであるにとどまらず武術・医学・土木・農業などの実学をも含んでいたことから、境内都市は単なる政治的・宗教的都市であるだけではなく、経済的にも大きな存在として発展する原動力となった。

### 経済的機能
境内都市は、そこに集中された学識に基づく実用的な学問と、宗教組織が要請する高度な工業的スキルを持つ職能集団に裏打ちされた、高度な工業的生産能力を持っていたことから、工業生産地としても高い地位を維持していた。
また、参詣者の往来も含めた人々の移動の核ともなっていたことから、交易地としても有力な存在であった場所が多いと考えられている。

### 軍事的機能
境内都市は、多くの場合、軍事的機能をも併せ持っていた。経済力・軍需産業に基づく強大な軍事力を持っていただけではなく、寺院・神社はしばしば城郭として設計・施工されていた。戦闘員として僧兵や神人を多数抱えており、独自に軍事行動が可能であった。
この軍事力を背景として境内都市はしばしば域外権力の支配を受けない独立したアジールとなっていた。